# Rucentra celebensis
Rucentra celebensis là một loài bọ cánh cứng trong họ Cerambycidae.